# Womad
WOMAD (워마드) é uma comunidade online da Coreia do Sul fundada em 22 de janeiro de 2016, após se separar do fórum feminista radical Megalia. O nome é uma junção de “woman” e “nomad”. Seu surgimento está ligado à decisão do Megalia de banir termos homofóbicos e transfóbicos, o que levou membros dissidentes a criar um novo espaço.

## Contexto e Origem
O movimento WOMAD surgiu em resposta ao sexismo histórico, à violência de gênero e à discriminação no ambiente de trabalho na Coreia do Sul, especialmente sobre o “fardo desproporcional imposto às mulheres” nas tarefas domésticas e responsabilidades familiares. Ele cresceu principalmente em plataformas digitais, como o Twitter, e no próprio site WOMAD.

## Características e Práticas
WOMAD é classificado como um fórum radical e misândrico, com forte uso de uma tática chamada “mirroring”, que visa replicar comportamentos sexistas contra homens como forma de protesto. Sua influência se estende a campanhas e protestos, incluindo apoio a direitos reprodutivos e ações contra a pornografia clandestina—mas também envolveu episódios polêmicos de discurso de ódio, violência verbal e supostos crimes reais.

## Controvérsias
Entre os incidentes mais notórios:
- Publicação de fotos de modelos masculinos nus sem consentimento, gerando investigações policiais.[7]
- Posts descrevendo atos violentos contra homens, incluindo acusações de assassinatos por envenenamento ou afogamento.[8]
- Um caso extremo em 2017: uma mulher teria admitido abuso sexual de um menino australiano — a comunidade a apoiou publicamente.[9]

## Reação e Impacto
Especialistas descrevem WOMAD como um fórum misândrico e anti-LGBT, e alertam para o risco de repercussões negativas para os movimentos feministas mais amplos na Coreia. Pesquisas acadêmicas também mostraram que, apesar de sua retórica agressiva, WOMAD empregava táticas de trolling e formação de discurso como uma forma de "planejamento linguístico radical".